# Jürgen Bennecke

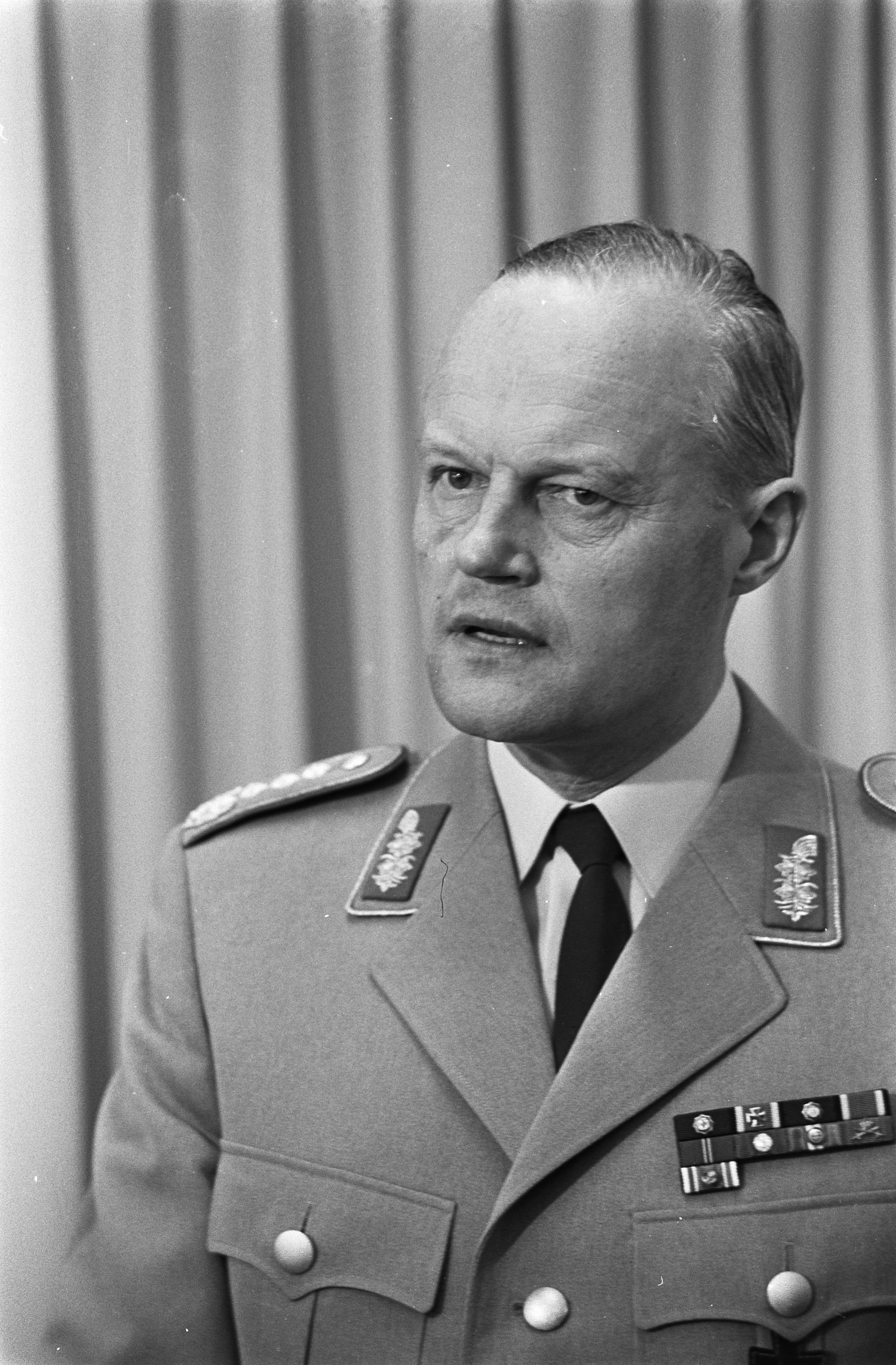
Jürgen Bennecke, 1968

Konrad Max Arthur Jürgen Bennecke (* 12. September 1912 in Halberstadt; † 17. Juli 2002 in Müllheim) war ein deutscher Offizier, zuletzt im Range eines Generals. Er war NATO-Oberbefehlshaber der alliierten Streitkräfte Europa-Mitte (CINCENT).

## Leben

### Reichswehr
Bennecke wurde als Sohn eines Offiziers (späterer Landwirt) geboren. Nach dem Abitur 1930 trat Bennecke als Offiziersanwärter in das 12. Infanterie-Regiment in Halberstadt der Reichswehr ein.
Von 1931 bis 1933 besuchte er die Infanterieschule in Dresden. 1933/34 war er Kompanieoffizier im 12. Infanterie-Regiment in Quedlinburg und 1934/35 Adjutant im Infanterie-Regiment Glogau.

### Wehrmacht
Von 1935 bis 1938 war er Adjutant im Infanterie-Regiment 54 in Freistadt. 1938/39 war er Kompaniechef im Infanterie-Regiment 83 in Hirschberg. Im März 1939 absolvierte er die Prüfung an der Kriegsakademie. 1939/40 war er Adjutant im Infanterie-Regiment 183 der 62. Infanterie-Division. 1940/41 besuchte er den 3. Generalstabslehrgang an der Kriegsakademie in Berlin. 1941 war er Id bei der Heeresgruppe A, später dann zur Heeresgruppe Süd versetzt. 1943 verweilte er in der Führerreserve. Er kämpfte an der Westfront, auf dem Balkan und an der Ostfront. Vom 25. März 1943 bis 30. September 1944 war er 1. Generalstabsoffizier (Ia) der 100. Jäger-Division, vor Kriegsende wurde Bennecke stellvertretender 1. Generalstabsoffizier der Heeresgruppe Mitte. Im Mai 1945 geriet er in US/Britische Kriegsgefangenschaft.

### Karriere nach der Kriegsgefangenschaft
Von 1947 bis 1952 war er in der Landwirtschaft tätig, u. a. als landwirtschaftlicher Verwalter des Hofes Kalte Herberge (Baden).
Nach dem Krieg wurde Bennecke 1952 in das Amt Blank berufen. Er war Chefgruppenleiter des Koordinierungsausschusses Oberst a. D. Fett beim Interimsausschuss der Europäischen Verteidigungsgemeinschaft in Paris. 1953 wurde er Referatsleiter und 1955 Unterabteilungsleiter im Bundesministerium der Verteidigung. 1955 übernahm man ihn als Oberst in die Bundeswehr. Von 1958 bis 1960 war er Kommandeur der Panzergrenadierbrigade 16 in Flensburg. Von 1960 bis 1963 war er im Führungsstab des Heeres als Leiter der Unterabteilung Ausbildung (FüH IV) tätig. Vom 1. April 1963 bis 30. September 1964 war er Generalmajor und Divisionskommandeur der 7. Panzergrenadierdivision in Unna. Am 1. Okt. 1964 wurde er Kommandeur der Führungsakademie der Bundeswehr in Hamburg im Range eines Generalmajors. Ab 1. Oktober 1966 war er Kommandierender General des I. Korps in Münster.
Am 15. März 1968 wurde er zum General befördert. Vom 1. Juli 1968 bis 30. September 1973 war er NATO-Oberbefehlshaber der alliierten Streitkräfte Europa-Mitte (CINCENT Commander in Chief, Allied Forces Central Europe - AFCENT) in Brunssum (Niederlande). Dort erwarb er sich Verdienste bei der Umsetzung der NATO-Strategie der „Flexiblen Reaktion“ (englisch: Flexible Response) durch den Aufbau einer militärischen Führungsorganisation. Zum 1. Oktober 1973 trat Bennecke in den Ruhestand.

### Sonstiges
Von 1978 bis 1983 war er Präsident der Gesellschaft für Wehrkunde e. V. (GfW) in Konstanz. Daneben übernahm er auch einen Lehrauftrag für Strategie an der Albert-Ludwigs-Universität Freiburg. Außerdem war er Gutachter im Guillaume-Prozess.
Er heiratete am 2. Oktober 1937 Ursula Rimpau (* 19. Oktober 1911 in Schlanstedt (Harz), Tochter des Wilhelm Rimpau, Gutsbesitzer in Langenstein, Böhnshausen und Emersleben/Halberstadt sowie Oberamtmann und Pächter der Domäne Schlanstedt). Bennecke war Vater von vier Kindern, darunter Sohn Konrad Bennecke (* 1. April 1940 in Berlin-Lichterfelde), der Rechtsanwalt in Wedel bei Hamburg war und der am 27. Juli 1968 in Hamburg Edna Beate von Dresky (1941–1993), Tochter des Kapitän zur See Erich von Dresky (1895–1974) und Edna, geb. Bühring, heiratete.

## Auszeichnungen
1933–1945
- Eisernes Kreuz II. Klasse 1940
- Eisernes Kreuz I. Klasse 1940
- Deutsches Kreuz in Silber 1943
- Deutsches Kreuz in Gold 1945

nach 1945
- Legion of Merit (Kommandeur) 1970
- Großes Verdienstkreuz mit Stern und Schulterband der Bundesrepublik Deutschland 1972
- Mitglied der Ehrenlegion (Kommandeur) 1973